# الساعة السحرية (فلم 2008)
الساعة السحرية (باليابانية: ザ・マジックアワー) هو فيلم ياباني من تأليف وإخراج كوكي ميتاني، صدر عام 2008.

## الممثلون
- كويتشي ساتو في دور تايكي موراتا
- ساتوشي تسومابوكي في دور نوبورو بينجو
- توشيوكي نيشيدا بدور كوسوكي تيشيو
- هاروكا أياسي بدور ناتسوكو شيكاما
- إيري فوكاتسو في دور ماري تاكاتشيهو

## روابط خارجية
- مقالات تستعمل روابط فنية بلا صلة مع ويكي بيانات